# Rabotničesko delo
Rabotničesko delo (in bulgaro Работническо дело?, "Atto del lavoratore") è stato un quotidiano bulgaro fondato a Sofia nel 1927. È stato l'organo di stampa del Comitato centrale del Partito Comunista Bulgaro e uno dei giornali a più alta tiratura della Repubblica Popolare di Bulgaria.

## Storia
Fu fondato inizialmente come settimanale del Partito dei Lavoratori Bulgari. Bandito in seguito al colpo di Stato del 1934, è stato comunque pubblicato clandestinamente fino al 1944. Nel 1938 si è fuso con il Rabotničeski vestnik ("Giornale dei lavoratori"), il giornale del Partito Comunista Bulgaro, fondato nel 1897. Il Rabotnichesko delo criticava il governo borghese, propagandava gli ideali comunisti e si opponeva alla partecipazione della Bulgaria alla guerra a fianco alle potenze dell'Asse, sostenendo invece un'alleanza con l'Unione Sovietica.
Dopo il colpo di Stato bulgaro del 1944, il giornale fu elevato a principale portavoce e strumento di propaganda del partito al potere. Fu chiuso dopo la caduta della Repubblica Popolare di Bulgaria e lo scioglimento del Partito Comunista Bulgaro nel 1990.